# Danh sách phim của Super Junior
Đây là Danh sách phim, chương trình phát thanh, chương trình truyền hình và nhạc kịch có sự tham gia của nhóm nhạc Hàn Quốc Super Junior. Nhóm nhạc này gồm có 13 thành viên, tập trung chủ yếu vào âm nhạc cũng như những lĩnh vực giải trí khác như diễn xuất và dẫn chương trình.

## Phim điện ảnh
Vào năm 2007, 12 thành viên của Super Junior, ngoại trừ Kyuhyun, đã tham gia vào phim điện ảnh đầu tiên của nhóm "Attack on the Pin-Up Boys". Đây là bộ phim đầu tiên được sản xuất bởi SM Pictures, khởi chiếu từ ngày 26 tháng 7 năm 2007 tại Hàn Quốc. Bài hát "Wonder Boy", thể hiện bởi Super Junior, được chọn là ca khúc chủ đề cho phim. Dù bộ phim được giới thiệu là một phim thuộc thể loại hài kịch về trường học thông thường, thì nó cũng đã nhận được nhiều ý kiến tích cực từ các nhà phê bình do có một cốt truyện tốt, không theo định hướng thông thường của các phim thần tượng. Tuy nhiên, doanh số bán vé của phim trong tháng ra mắt lại thấp dù nó đã khá thành công trong tuần đầu tiên. Bộ phim được coi là thất bại khi không thể thu hút nhiều hơn 102,600 lượt khán giả và được coi là một tổn thất lớn của SM Pictures. Tuy vậy, cả hai phiên bản DVD của bộ phim này lại đều trở thành Best-seller (đĩa bán chạy nhất), được bán hết ở cả thị trường trong nước lẫn quốc tế, quá đủ để bù đắp lại 8.5 tỉ won bị lỗ của nhà sản xuất. Sau phim này, các thành viên Heechul, Kangin và Shindong cũng đã tham gia lồng tiếng sóc chuột trong bộ phim Hàn Quốc "Alvin and Chipmunks".
| Ngày khởi chiếu      | Tựa đề                                         | Thành viên tham gia | Thành viên tham gia | Thành viên tham gia | Thành viên tham gia | Thành viên tham gia | Thành viên tham gia | Thành viên tham gia | Thành viên tham gia | Thành viên tham gia | Thành viên tham gia | Thành viên tham gia | Thành viên tham gia | Thành viên tham gia |
| Ngày khởi chiếu      | Tựa đề                                         | LT                  | HC                  | HG                  | YS                  | KI                  | SD                  | SM                  | EH                  | DH                  | SW                  | RW                  | KB                  | KH                  |
| -------------------- | ---------------------------------------------- | ------------------- | ------------------- | ------------------- | ------------------- | ------------------- | ------------------- | ------------------- | ------------------- | ------------------- | ------------------- | ------------------- | ------------------- | ------------------- |
| 23 tháng 11 năm 2006 | A Battle of Wits                               |                     |                     |                     |                     |                     |                     |                     |                     |                     | x                   |                     |                     |                     |
| 26 tháng 7 năm 2007  | Attack on the Pin-Up Boys                      | x                   | x                   | x                   | x                   | x                   | x                   | x                   | x                   | x                   | x                   | x                   | x                   |                     |
| 14 tháng 12 năm 2007 | Alvin and the Chipmunks (Lồng giọng tiếng Hàn) |                     | x                   |                     |                     | x                   | x                   |                     |                     |                     |                     |                     |                     |                     |
| 27 tháng 11 năm 2008 | Hello Schoolgirl                               |                     |                     |                     |                     | x                   |                     |                     |                     |                     |                     |                     |                     |                     |
| 21 tháng 1 năm 2010  | Jumunjin (주문진)                              |                     |                     |                     |                     |                     |                     |                     |                     |                     |                     |                     | x                   |                     |
| 24 tháng 2 năm 2011  | Super Show 3 3D                                | x                   | x                   |                     | x                   |                     | x                   | x                   | x                   | x                   | x                   | x                   |                     | x                   |

## Phim truyền hình
Trước khi Super Junior ra mắt, vài thành viên đã từng xuất hiện trên các bộ phim truyền hình. Vào năm 2000, Leeteuk xuất hiện với tư cách diễn viên quần chúng (khán giả trong rạp) trong bộ phim All About Eve (Thời quá khứ). Kangin cũng có một vai diễn nhỏ trong bộ phim The Secret Love (Tình yêu thầm kín) năm 2002. Siwon đã xuất hiện một chút trong bộ phim Precious Family (Gia đình quý giá) năm 2004, và Kibum đóng vai thời trẻ của Han Jung-woo trong phim April Kiss (Nụ hôn tháng tư) trong cùng năm đó. Năm 2005, Heechul xuất hiện lần đầu trong bộ phim truyền hình Sharp 2, cùng Kibum đảm nhận vai chính. Sau Sharp 2, Heechul còn xuất hiện trong phim Loveholic với vai một đầu bếp trẻ. Siwon cũng đã đóng vai thời trẻ của Kang Bong-man trong phim Eighteen, Twenty-Nine (18 vs. 29) và Sungmin xuất hiện trên truyền hình lần đầu trong vai thời trẻ của Kang Dong-shin trong phim Sisters of the Sea.
Sau sự ra mắt của nhóm vào tháng 11 năm 2005, Kibum và Heechul đã tham gia trong phần 6 của bộ phim sitcom "Nonstop", tên của phần này là "Rainbow Romance". Trong vài tập phim cũng có sự xuất hiện của Han Geng và Eunhyuk dưới tư cách khách mời.
Vào tháng 4 năm 2009, Han Geng tham gia vào bộ phim truyền hình Trung Quốc Stage of Youth (Vũ đài tuổi trẻ), và các thành viên Super Junior-M cũng đã có sự xuất hiện ở tập cuối.
Năm 2010, EunHyuk và Leeteuk đã xuất hiện với vai trò khách mời trong một tập của phim Dream High.
Vào tháng 3 năm 2011, Siwon và Donghae đã tham gia đóng vai chính trong bộ phim truyền hình Đài Loan Skip Beat!, một bộ phim được chuyển thể từ bộ truyện tranh Nhật Bản cùng tên. Siwon đóng vai Dun Helian (Đôn Hạ Liên), một ngôi sao truyền hình, và Donghae đóng vai anh chàng đầy tham vọng Bu Po Shang (Bất Phá Thượng), một ca sĩ mới ưa nhìn, người đã lợi dụng người bạn thuở nhỏ của mình là Cung Hỷ (vai của Ivy Chen) để trở nên nổi tiếng. Super Junior-M đã trình bày ca khúc mở màn của phim là "S.O.L.O." trong khi Donghae viết lời và hát ca khúc cuối phim "This Is Love" (Chinese: 這是愛).
| Năm  | Tựa đề                          | Thành viên | Thành viên | Thành viên | Thành viên | Thành viên | Thành viên | Thành viên | Thành viên | Thành viên | Thành viên | Thành viên | Thành viên | Thành viên |
| Năm  | Tựa đề                          | LT         | HC         | HG         | YS         | KI         | SD         | SM         | EH         | DH         | SW         | RW         | KB         | KH         |
| ---- | ------------------------------- | ---------- | ---------- | ---------- | ---------- | ---------- | ---------- | ---------- | ---------- | ---------- | ---------- | ---------- | ---------- | ---------- |
| 2000 | All About Eve (Thời quá khứ)    | x          |            |            |            |            |            |            |            |            |            |            |            |            |
| 2002 | A Man and A Woman               |            |            |            |            | x          |            |            |            |            |            |            |            |            |
| 2004 | Precious Family                 |            |            |            |            |            |            |            |            |            | x          |            |            |            |
| 2004 | April Kiss                      |            |            |            |            |            |            |            |            |            |            |            | x          |            |
| 2005 | Sea of Sisters                  |            |            |            |            |            |            | x          |            |            |            |            |            |            |
| 2005 | Loveholic                       |            | x          |            |            |            |            |            |            |            |            |            |            |            |
| 2005 | Sharp 2                         |            | x          |            |            |            |            |            |            |            |            |            | x          |            |
| 2005 | Rainbow Romance                 | x          | x          | x          |            | x          |            |            | x          |            |            |            | x          |            |
| 2005 | 18 vs 29                        |            |            |            |            |            |            |            |            |            | x          |            |            |            |
| 2005 | To Marry a Millionaire          |            |            |            |            |            |            |            |            |            |            |            | x          |            |
| 2006 | Bad Family                      |            | x          |            |            |            |            |            |            |            |            |            |            |            |
| 2006 | Spring Waltz                    |            |            |            |            |            |            |            |            |            | x          |            |            |            |
| 2006 | Banjun Theater                  |            |            |            |            |            |            | x          |            |            |            |            |            |            |
| 2006 | Snow Flower                     |            |            |            |            |            |            |            |            |            |            |            | x          |            |
| 2007 | Billie Jean, Look At Me         |            |            |            |            | x          |            |            |            |            |            |            |            |            |
| 2007 | Legend of Hyang Dan             |            |            |            |            |            |            |            |            |            | x          |            |            |            |
| 2007 | Golden Bride                    |            | x          |            |            |            |            |            |            |            |            |            |            |            |
| 2008 | Single Dad in Love              |            |            |            |            |            | x          |            |            |            |            |            |            |            |
| 2008 | Super Junior Unbelievable Story | x          |            |            |            |            |            | x          |            |            |            |            |            |            |
| 2008 | Chunja's Happy Events           |            |            |            |            |            |            |            |            |            |            |            | x          |            |
| 2009 | Stage of Youth                  |            |            | x          |            |            |            |            |            | x          | x          | x          |            | x          |
| 2009 | Romance Zero                    |            |            |            |            | x          |            |            |            |            |            |            |            |            |
| 2009 | Queen of Housewives             |            |            |            |            |            | x          |            |            |            |            |            |            |            |
| 2009 | TaeHee HyeGyo JiHyun            |            | x          |            |            |            |            |            |            |            |            |            |            |            |
| 2009 | I Love You Ten Million Times    |            | x          |            |            |            |            |            |            |            |            |            |            |            |
| 2010 | Oh My Lady!                     |            |            |            |            |            |            |            |            |            | x          |            |            |            |
| 2010 | I am Legend                     |            | x          |            |            |            |            |            |            |            |            |            |            |            |
| 2010 | It's Okay, Daddy's Girl         |            |            |            |            |            |            |            |            | x          |            |            |            |            |
| 2010 | The President                   |            |            |            |            |            |            | x          |            |            |            |            |            |            |
| 2010 | Athena: Goddess of War          |            |            |            |            |            |            |            |            |            | x          |            |            |            |
| 2011 | Poseidon                        |            |            |            |            |            |            |            |            |            | x          |            |            |            |
| 2011 | Deep Rooted Tree                |            |            |            |            |            |            |            |            |            |            |            | x          |            |
| 2011 | Skip Beat! (phim)               |            |            |            |            |            |            |            |            | x          | x          |            |            |            |
| 2012 | Porcupine and Miss Panda        |            |            |            |            |            |            |            |            | x          |            |            |            |            |
| 2012 | Turn Around and Say I Love You  |            |            |            |            |            |            |            |            |            | x          |            |            |            |
| 2012 | I love Lee Taeri                |            |            |            |            |            |            |            |            |            |            |            | x          |            |

## Dẫn chương trình âm nhạc
Các thành viên đã từng tham gia dẫn nhiều chương trình âm nhạc hàng tuần từ những ngày đầu ra mắt. Còn về sau này, thỉnh thoảng một vài thành viên được mời đi làm MC tạm thời cho một chương trình âm nhạc nào đó như Music Core của MBC.
Heechul được mời làm MC cho một chương trình âm nhạc lớn của Hàn Quốc là Dream Concert trong 4 năm liền (Các năm 2008, 2009, 2010, 2011). Hoặc như Shindong cũng đã dẫn một chương trình âm nhạc cho trẻ em có tên "Popopo" suốt từ 2007 đến 2010.
| Ngày                                      | Tên chương trình          | Thành viên | Thành viên | Thành viên | Thành viên | Thành viên | Thành viên | Thành viên | Thành viên | Thành viên | Thành viên | Thành viên | Thành viên | Thành viên |
| Ngày                                      | Tên chương trình          | LT         | HC         | HG         | YS         | KI         | SD         | SM         | EH         | DH         | SW         | RW         | KB         | KH         |
| ----------------------------------------- | ------------------------- | ---------- | ---------- | ---------- | ---------- | ---------- | ---------- | ---------- | ---------- | ---------- | ---------- | ---------- | ---------- | ---------- |
| Hè 2005 đến tháng 12 năm 2005             | KM Show! Music Tank       |            | x          |            |            |            |            |            |            |            |            |            |            |            |
| 10 tháng 11 năm 2005 đến 2006             | M.net M! Countdown        | x          |            |            |            | x          | x          |            |            |            |            |            |            |            |
| 2006 đến 24 tháng 3 năm 2008              | M.net M! Countdown        | x          |            |            |            |            | x          |            | x          |            |            |            |            |            |
| 25 tháng 2 năm 2007 – 4 tháng 5 năm 2008  | SBS Inkigayo              |            | x          |            |            |            |            |            |            |            |            |            |            |            |
| 5 tháng 4 năm 2007 đến 2010               | MBC PoPoPo Ai Joah        |            |            |            |            |            | x          |            |            |            |            |            |            |            |
| 5 tháng 7 năm 2007 – 11 tháng 11 năm 2007 | MBC Show! Music Core      |            |            |            |            | x          |            |            |            |            |            |            |            |            |
| 2007 – 15 tháng 2 năm 2008                | KMTV DJ Green Apple Sound |            |            |            |            |            | x          |            |            |            |            |            |            |            |

## Dẫn chương trình tạp kỹ
Để quảng bá cho album thứ hai "Don't Don" vào năm 2007, Super Junior đã tham gia vào chương trình truyền hình có tính giáo dục cao Explorers of the Human Body từ tháng 11 năm 2007 đến tháng 3 năm 2008. Các thành viên sẽ giải đáp những thắc mắc về cơ thể người bằng những sự thể hiện đầy hài hước và những trải nghiệm trên chính cơ thể họ. Dù chương trình này đã đạt tỉ suất người xem cao nhất trong số các chương trình chủ nhật tại thời điểm đó, nhưng nó cũng chỉ kéo dài 13 tập. Vì mức độ thành công của chương trình, các nhà sản xuất đã định làm tiếp phần hai, nhưng thật khó để lại có thể tập hợp được đông đủ các thành viên Super Junior do lịch trình dày đặc của họ. Năm 2008, Leeteuk, Yesung, Kangin, Shindong, Sungmin, Eunhyuk, và Donghae đã xuất hiện trong phần 3 của chương trình Unbelievable Outing cùng với một số nghệ sĩ hài của Hàn Quốc. Năm 2009, nhóm đã thực hiện chương trình từ thiện Super Junior's Miracle, trong đó các nghệ sĩ khác sẽ cùng các thành viên Super Junior giúp đỡ những bạn trẻ đang gặp khó khăn trong việc thực hiện ước mơ của mình.
| Ngày                                       | Tên chương trình                                               | Thành viên | Thành viên | Thành viên | Thành viên | Thành viên | Thành viên | Thành viên | Thành viên | Thành viên | Thành viên | Thành viên | Thành viên | Thành viên |
| Ngày                                       | Tên chương trình                                               | LT         | HC         | HG         | YS         | KI         | SD         | SM         | EH         | DH         | SW         | RW         | KB         | KH         |
| ------------------------------------------ | -------------------------------------------------------------- | ---------- | ---------- | ---------- | ---------- | ---------- | ---------- | ---------- | ---------- | ---------- | ---------- | ---------- | ---------- | ---------- |
| 2006 đến 11 tháng 11 năm 2007              | MBC Sunday's Dong-An Club (동안클럽)                           |            |            |            |            | x          |            |            |            |            |            |            |            |            |
| 2006 đến 11 tháng 11 năm 2007              | MBC Nothing is Impossible (불가능은 없다)                      |            |            |            |            | x          |            |            |            |            |            |            |            |            |
| 11 tháng 11 năm 2007 – 3 tháng 2 năm 2008  | SBS "Good Sunday": Explorers of the Human Body                 | x          | x          | x          | x          | x          | x          | x          | x          | x          | x          | x          | x          | x          |
| 27 tháng 12 năm 2007 – 9 tháng 10 năm 2008 | M.NET Leeteuk's Love Fighter                                   | x          |            |            |            |            |            |            |            |            |            |            |            |            |
| 7 tháng 1 năm 2008 – 5 tháng 4 năm 2008    | ComedyTV Unbelievable Outing Season 3 (기막힌 외출)            | x          |            |            | x          | x          | x          | x          | x          | x          |            |            |            |            |
| 21 tháng 1 năm 2008 – 21 tháng 4 năm 2008  | SBS 8 vs. 1 (대결 8대1)                                        |            | x          |            |            |            |            |            |            |            |            |            |            |            |
| 10 tháng 7 năm 2008 – 9 tháng 10 năm 2008  | MBCevery1 Idol Show                                            | x          |            |            | x          | x          | x          | x          | x          |            |            |            |            |            |
|                                            | M.net Dancing Brothers                                         |            |            |            |            |            | x          |            |            |            |            |            |            |            |
|                                            | M.net Bachelor While On A Date (총각 연애하다)                 | x          |            |            |            |            |            |            |            |            |            |            |            |            |
| Tháng 6 - tháng 7 năm 2009                 | MBC Introducing Star's Friend (스타의 친구를 소개합니다)       | x          |            |            |            |            |            |            | x          |            |            |            |            |            |
| 5 tháng 9 năm 2009 – 5 tháng 12 năm 2009   | KBS Human Network Super Junior's Miracle (슈퍼주니어의 미라클) | x          |            |            | x          | x          | x          | x          | x          |            |            |            |            |            |
| 16 tháng 9 năm 2009 – tháng 7 năm 2010     | MBC Lord of Ring                                               | x          |            |            |            |            | x          |            | x          |            |            |            |            |            |

## Dẫn chương trình thực tế
Loạt phim tài liệu đầu tiên của Super Junior, "Super Junior Show" và "Princess Diaries" đã bắt đầu được phát sóng ngay sau khi nhóm ra mắt vào tháng 11 năm 2005. Từ tháng 3 đến tháng 5 năm 2006, Super Junior còn tham gia vào loạt phim kinh dị bắt chước kiểu phim tài liệu có tên "Mystery 6", với Donghae là nhân vật trung tâm.
Loạt chương trình thực tế đầu tiên của nhóm là "Super Junior Full House", trong đó các thành viên sẽ phải cho hai cô bạn người nước ngoài sống chung theo kiểu home stay (đi du lịch nhưng sống nhờ trong nhà người dân), phát sóng từ tháng 5 đến tháng 8 năm 2006. Họ cũng tham gia chương trình thực tế khác là "Super Adonis Camp" phát sóng ngay sau đó, dù nó đã được ghi hình trước cả Full House. "Super Adonis Camp" gồm có 7 thành viên tham gia (Leeteuk, Han Geng, Kangin, Shindong, Sungmin, Eunhyuk, và Donghae) và họ bị buộc phải sống trong một kỳ trại hè với một điều kiện khó khăn: phải chia thành 2 nhóm, và mỗi nhóm phải tìm cách sống sót qua một tuần chỉ với 30,000 won (khoảng 30 USD) để mua thực phẩm.
Vào tháng 8 năm 2006, Super Junior tham gia vào Super Junior Mini-Drama, một chương trình truyền hình gồm 5 tập, mỗi tập dài 30 phút, trong đó từ khâu sản xuất, viết kịch bản cho đến diễn xuất đều do chính các thành viên Super Junior đảm nhận.
Vào năm 2007, Donghae, Siwon, và Kibum tham gia vào một chương trình thực tế về hẹn hò, Super Summer. Chương trình cho thấy các nỗ lực của các thành viên để giành chiến thắng và nhận được cuộc hẹn với người mẫu Lee Eun-jung thông qua các trò chơi. Người chiến thắng trong mỗi tập sẽ được hẹn hò với cô gái, và hai người còn lại sẽ phải hẹn hò với nhau (không có cô gái nào). Super Summer cũng có vài cảnh quay tại Saipan. Trong khoảng thời gian đó, các thành viên của Super Junior-T cũng đang tham gia trong chương trình giải trí hàng tuần Idol World.
Cùng với việc phát hành album thứ 4 "Bonamana", Super Junior đã tham gia vào show trò chuyện Super Junior's Foresight, trong đó các thành viên của nhóm sẽ làm MC và giao lưu với các bậc tiền bối tài năng xuất chúng và đầy kinh nghiệm trong ngành âm nhạc. Năm 2011, Leeteuk, cùng với nhóm nhạc nữ Sistar, tham gia vào phần 4 của chương trình "Sistar & Leeteuk's Hello Baby", họ sẽ phải chăm sóc và chịu trách nhiệm về một em bé mới được hơn 1 tuổi.
Vào tháng 9 năm 2011, Leeteuk bắt đầu tham gia vào chương trình We Got Married (WGM) của MBC cùng nữ diễn viên Kang Sora. Trong các tập cũng có sự xuất hiện của các thành viên khác là Sungmin, Eunhyuk, Donghae và Kyuhyun dưới tên gọi "Fighting Junior" với vai trò trợ giúp đặc biệt cho cặp đôi mới cưới ngại ngùng này. Ngoài ra, các thành viên này cũng tham gia những tập đặc biệt khác của chương trình: Kyuhyun đã tham gia trong một tập WGM phiên bản Trung Quốc với bạn diễn là nữ diễn viên Lou Yixiao. Donghae cũng tham gia hai tập phiên bản Hàn với nữ diễn viên Son Eunseo và họ đã có một màn hẹn hò đôi cùng với cặp đôi Leeteuk-Kang Sora.
| Ngày                                       | Tên chương trình                                            | Thành viên | Thành viên | Thành viên | Thành viên | Thành viên | Thành viên | Thành viên | Thành viên | Thành viên | Thành viên | Thành viên | Thành viên | Thành viên |
| Ngày                                       | Tên chương trình                                            | LT         | HC         | HG         | YS         | KI         | SD         | SM         | EH         | DH         | SW         | RW         | KB         | KH         |
| ------------------------------------------ | ----------------------------------------------------------- | ---------- | ---------- | ---------- | ---------- | ---------- | ---------- | ---------- | ---------- | ---------- | ---------- | ---------- | ---------- | ---------- |
| 6 tháng 12 năm 2005 – 24 tháng 4 năm 2006  | KM Super Junior Show (슈퍼주니어쇼)                         | x          | x          | x          | x          | x          | x          | x          | x          | x          | x          | x          | x          |            |
| 30 tháng 3 – 4 tháng 5 năm 2006            | M.net Mystery 6                                             | x          | x          | x          | x          | x          | x          | x          | x          | x          | x          | x          | x          |            |
| 13–27 tháng 4 năm 2006                     | KM Princess Diary (프린세스 다이어리)                       | x          |            | x          |            |            | x          |            |            | x          |            |            |            |            |
| 27 tháng 5 – 26 tháng 8 năm 2006           | SBS Super Junior Full House                                 | x          | x          | x          | x          | x          | x          | x          | x          | x          | x          | x          | x          | x          |
| 29 tháng 5 – 17 tháng 7 năm 2006           | KM Super Adonis Camp (미소년 합숙 대소동)                   | x          |            | x          | x          | x          | x          | x          | x          | x          |            | x          |            |            |
| 16 tháng 8 – 5 tháng 9 năm 2006            | M.net Super Junior Mini-Drama                               | x          |            |            | x          | x          | x          | x          | x          | x          | x          | x          | x          | x          |
| 5 tháng 5 – 30 tháng 6 năm 2007            | KM Idol World                                               | x          | x          |            |            | x          | x          | x          | x          |            |            |            |            |            |
| 13 tháng 7 – 1 tháng 9 năm 2007            | M.net Super Summer (슈퍼썸머)                               |            |            |            |            |            |            |            |            | x          | x          |            | x          |            |
| 8–15 tháng 12 năm 2007                     | ETN Super Junior's Music Diary                              | x          |            |            | x          | x          | x          | x          | x          | x          |            |            |            |            |
| 6 tháng 8 năm 2008 – 10 tháng 9 năm 2008   | ETN To Be Kang-In and Heechul (강인하고 희철하게)           |            | x          |            |            | x          |            |            |            |            |            |            |            |            |
| 23 tháng 10 năm 2008 – 23 tháng 1 năm 2009 | M.net Band of Brothers                                      |            | x          |            |            | x          |            |            |            |            |            |            |            |            |
| 1 tháng 11 năm 2008 – 24 tháng 1 năm 2009  | SBS Good Daddy                                              |            | x          |            |            |            |            |            |            |            |            |            |            |            |
| 21 tháng 12 năm 2008 – 3 tháng 5 năm 2009  | MBC We Got Married                                          |            |            |            |            | x          |            |            |            |            |            |            |            |            |
| 21 tháng 6 năm 2009 – 12 tháng 10 năm 2009 | MBC Band of Brothers (오빠밴드)                             |            |            |            |            |            |            | x          |            |            |            |            |            |            |
| 24 tháng 9 năm 2009 đến nay                | SBS Strong Heart                                            | x          |            |            |            |            | x          |            | x          |            |            |            |            |            |
| 2009 đến nay                               | SBS Star King                                               | x          |            |            |            |            |            |            | x          |            |            |            |            |            |
| 5 tháng 12 năm 2010 – 29 tháng 3 năm 2011  | MBC Every1 Super Junior's Foresight (슈퍼주니어의 선견지명) | x          |            |            | x          |            | x          |            | x          | x          |            | x          |            | x          |
| 2 tháng 9 năm 2011 – 17 tháng 12 năm 2011  | KBS Joy HD Sistar & LeeTeuk's Hello Baby                    | x          |            |            |            |            |            |            |            |            |            |            |            |            |
| 8 tháng 10 năm 2011 đến nay                | MBC We Got Married                                          | x          |            |            |            |            |            |            |            |            |            |            |            |            |
| 19 tháng 10 năm 2011 đến nay               | MBC Golden Fishery: Radio Star                              |            | x          |            |            |            |            |            |            |            |            |            |            | x          |

## Dẫn chương trình radio
Đầu năm 2005, Heechul trở thành MC trong các chương trình âm nhạc Inkigayo và Music Bank. Anh còn cùng làm DJ cho chương trình phát thanh Youngstreet Radio Show với Park Heebon, cựu thành viên nhóm M.I.L.K. từ tháng 11 năm 2005 đến tháng 4 năm 2006. Tuy nhiên, Heechul đã quay trở lại đây vào năm 2010, và chương trình đã được đổi tên thành Kim Heechul's Youngstreet Radio.
Cũng tháng 8 năm 2006, Leeteuk và Eunhyuk đã có chương trình phát thanh riêng của mình, Super Junior Kiss the Radio, mà sau đó đã trở thành một trong những kênh phát thanh được ưa thích nhất tại Hàn Quốc. Đến tháng 12 năm 2011 thì Leeteuk và Eunhuyk đã được thay thế bởi hai thành viên Super Junior khác là Sungmin và Ryeowook.
| Ngày                                                                       | Tên chương trình                                                    | Thành viên | Thành viên | Thành viên | Thành viên | Thành viên | Thành viên | Thành viên | Thành viên | Thành viên | Thành viên | Thành viên | Thành viên | Thành viên |
| Ngày                                                                       | Tên chương trình                                                    | LT         | HC         | HG         | YS         | KI         | SD         | SM         | EH         | DH         | SW         | RW         | KB         | KH         |
| -------------------------------------------------------------------------- | ------------------------------------------------------------------- | ---------- | ---------- | ---------- | ---------- | ---------- | ---------- | ---------- | ---------- | ---------- | ---------- | ---------- | ---------- | ---------- |
| 1 tháng 11 năm 2005 đến giữa 2006 Renewed Tháng 3, 2010 - tháng 6 năm 2011 | SBS Power FM YoungStreet Show (영스트리트)                          |            | x          |            |            |            |            |            |            |            |            |            |            |            |
| 2 tháng 3 năm 2006 – 2 tháng 6 năm 2007                                    | Wisung DMB Ch.Melon Reckless Radio (천방지축 라디오)                |            |            |            |            | x          |            |            |            |            |            |            |            |            |
| 21 tháng 8 năm 2006 đến nay                                                | KBS Cool FM Super Junior Kiss the Radio (슈퍼주니어 키스 더 라디오) | x          |            |            | x          |            |            | x          | x          |            |            | x          |            | x          |
| 19 tháng 9 năm 2006 – 8 tháng 9 năm 2007                                   | Ch.Melon M.I.R.A.C.L.E for You Radio (미라클포유 라디오)            |            |            |            | x          |            |            |            |            |            |            |            |            |            |
| 30 tháng 4 năm 2007 – 19 tháng 4 năm 2009                                  | MBC FM4U Good Friend Radio (친한친구 라디오)                        |            |            |            |            | x          |            |            |            |            |            |            |            |            |
| 4 tháng 6 năm 2007 – 30 tháng 7 năm 2008                                   | Wisung DMB Ch.Melon Reckless Radio (천방지축 라디오)                |            |            |            |            |            |            | x          |            |            |            |            |            |            |
| 8 tháng 4 năm 2008 đến nay                                                 | MBC Pyuojun FM Shim Shim Ta Pa (심심타파 라디오)                    |            |            |            |            |            | x          |            |            |            |            |            |            |            |

## Nhạc kịch
2008
- Xanadu (Heechul, Kangin) - 9 tháng 9 đến 23 tháng 11- Doosan Art Center, Yeonji-dong, Seoul.[20]

2009
- Namhansanseong (Yesung) - 9 tháng 10 đến 4 tháng 11 - Seongnam Arts Center, Opera House.[21][22]
- Akilla (Sungmin) - 9 tháng 10 đến 8 tháng 11 - Hanjeon Art Center, Seoul[21]

2010
- A Middle Nap (Kibum)
- Hong Gildong (Yesung, Sungmin) - 18 tháng 2 đến 18 tháng 4 năm 2010 - Woori Financial Art Hall[23]
- Spamalot (Yesung) - 1 tháng 10 đến 28 tháng 12 năm 2010[24]
- The Three Musketeers (Kyuhyun) - 15 tháng 12 năm 2010 đến giữa tháng 1 năm 2011 - Chungmu Arts Hall[25][26]

2011
- Temptation of Wolves (Ryeowook) - 12 tháng 7 đến 3 tháng 10 năm 2011 - Seoul COEX Artium Hyundai Art Hall.[27]
- Jack the Ripper (Sungmin) - 5 tháng 7 đến 14 tháng 8 năm 2011 - Chungmu Arts Hall.[28]
- The Three Musketeers (encore) (Kyuhyun) - 22 tháng 7 năm 2011 đến 31 tháng 7 năm 2011 - Sejong Arts Hall[29]
- Fame (Eunhyuk) - 25 tháng 11 năm 2011 đến 29 tháng 1 năm 2012 - Woori Financial Art Hall[30]

2012
- Catch Me If You Can (Kyuhyun) - 28 tháng 3 đến 10 tháng 6 năm 2012 - Blue Square, Samsung Card Hall.[31]